# Horkelia clevelandii
Horkelia clevelandii är en rosväxtart som först beskrevs av Edward Lee Greene, och fick sitt nu gällande namn av Per Axel Rydberg. Horkelia clevelandii ingår i släktet Horkelia och familjen rosväxter. Utöver nominatformen finns också underarten H. c. brevibracteata.

## Bildgalleri

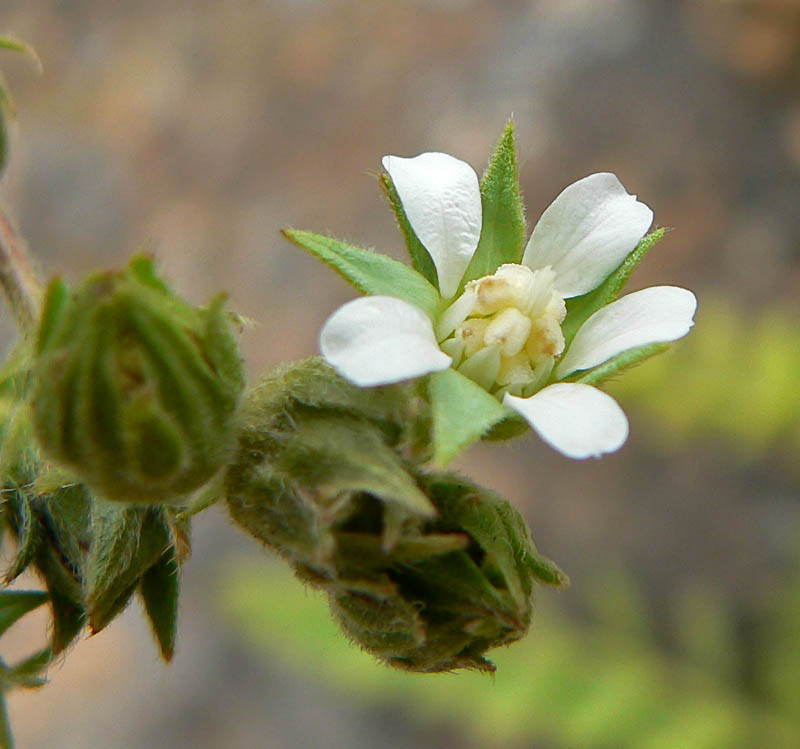
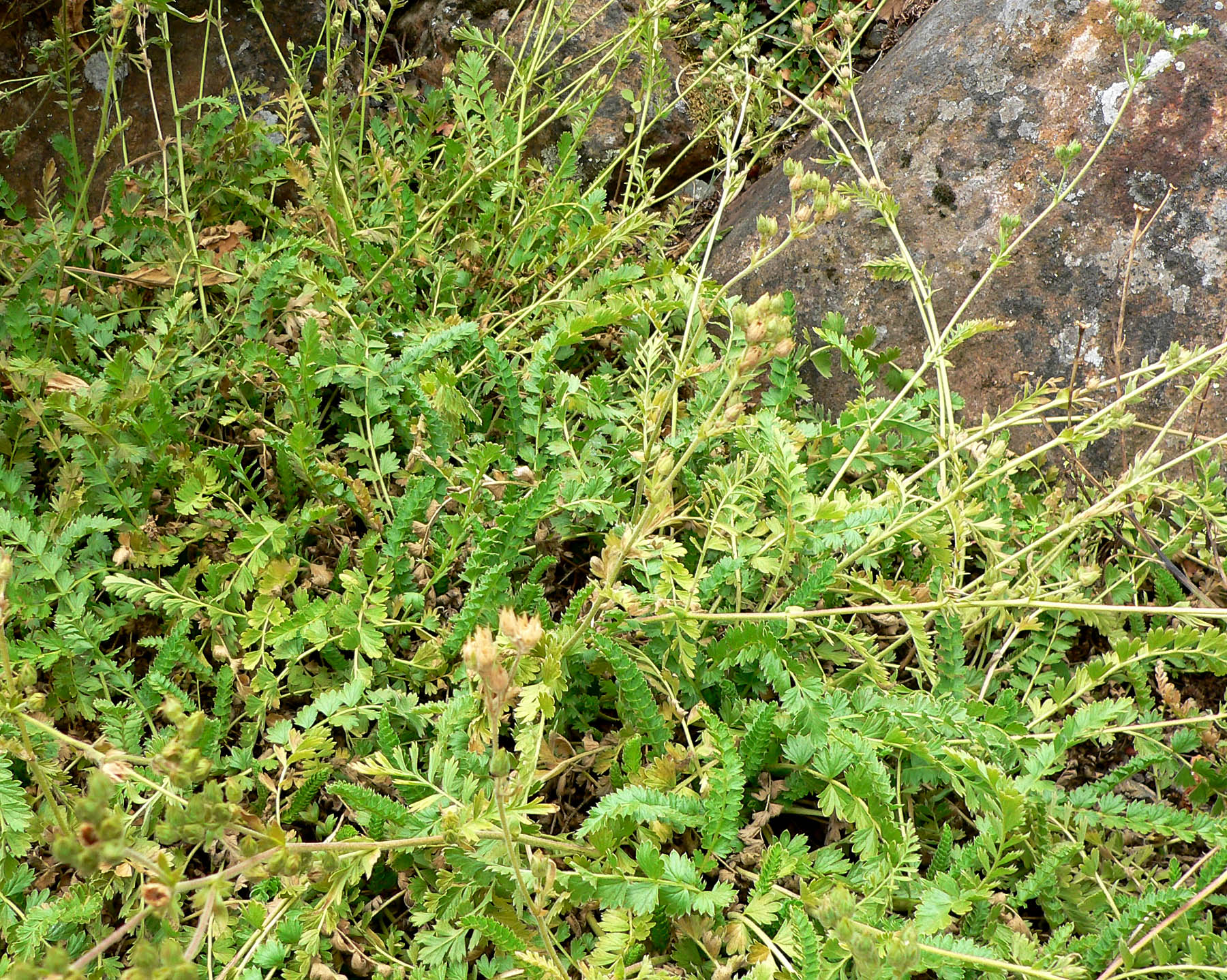